# ピカチュウ (サトシのポケモン)
ピカチュウ（日本国外名：Pikachu）は、任天堂のゲームソフト『ポケットモンスター』シリーズを原作とするアニメ「ポケットモンスターシリーズ」に登場するポケットモンスター（ポケモン）。声優は大谷育江（全世界で共通）。この個体を単独でさす場合の愛称は「サトピカ」。

## プロフィール
- 出身地：カントー地方
- 性別：♂[注釈 2][注釈 3]
- 登場時期：全シリーズ[注釈 4][注釈 5]
- 特性：せいでんき[注釈 6]

## 性格・特徴
PMからMPMまでのシリーズを通してのポケモン側の主役。主人公・サトシの最初のポケモンであり、メインパートナー。キャストクレジットはSM編までとMPMではサトシに次いで2番目だが、PM2編では同作のもう一人の主人公であるゴウに続いて3番目となっている。劇場版短編やOVAでは主人公を務めており、トップクレジットである。サトシと共に前述のテレビシリーズおよびそれらに準拠した派生作品のほぼ全編に渡って登場する。
モンスターボールに入ることを嫌い、常にボールの外へ出ている。モンスターボールに入っていたのは、初登場時の無印編第1話と『劇場版ポケットモンスター キミにきめた!』のみ。また、旅の移動中はサトシの肩に乗っていることが多い。モンスターボールに入りたくない理由について、『キミにきめた』では「いつも、一緒にいたいから」と人語で話している。
新しい地方へ出向いた当初、各シリーズのヒロインの自転車を破壊するジンクスがあった（『無印』から『DP』まで合計3台）。また、シリーズ序盤に何らかの原因でピカチュウが負傷、もしくは体調不良を起こすジンクスは『無印』から『BW』まで計4回あった。
基本的に他者を気遣うなど優しい性格。面倒見も良くポケモンだけで行動する際はまとめ役となる機会が多い。他のポケモンから好かれることも多く、無印ではトサキント、DP・BW2ではミミロル、SMではトゲデマルがピカチュウのことを好きになっている。恋愛面についてはサトシ同様に疎い面があり、ミミロルの積極的なアプローチに戸惑ってはいるが、まんざらでもなさそうな態度をとることもある。しかし、SMの『ピカチュウのたに』回においては、雌ピカチュウにモテていると誤解しカッコをつけてドン引きされた経験を持つ。また、サトシとの仲の良さに嫉妬をされることもある。PM2では嫉妬深い性格が追加され、サトシがリオルに構ってばかりで相手にされなかったことに嫌気がさしてサクラギ研究所を家出し、バリヤードによってマサラタウンの自宅に戻った。そして、サトシもピカチュウを心配して戻っており合流した。しかし、リオルに構っていたことを腹いせにサトシに電撃を浴びせた。なお、ポケモンワールドチャンピオンシップスのバトルでピカチュウは重宝されていた。
サトシ以上にロケット団を敵視しており、特にニャースを嫌っている。BW第43話ではロケット団をクビにされサトシ達一行に加わったニャースを信用していないものの、ニャースが敵意のない素振りを見せていたため無闇に攻撃することはなかった。しかし、BW第48話でニャースが仲間になるふりをしてロケット団の作戦を遂行させていたことを知ると、激しい怒りを見せていた。また、DA第2話ではミジュマルやキバゴと共にサトシ達と逸れ、同じくムサシ達と逸れたニャースと一時的に行動を共にした際、ニャースの優しさに影響を受けつつも、最後まで警戒心を解くことはなかった。
放送初期の頃と比較して若干性格が変化している。無印第4話ではサトシがピカチュウにビードル捕獲のために攻撃を頼んだが、それを無視して布団を出してきて寝る等、自分勝手な行動が多く、またギャグキャラでもあった。ロケット団を電撃で吹っ飛ばす際にニヤリと笑ったり、ニャースが溺れ死ぬことを望むそぶりを見せる等、現在より腹黒い面を見せることも多かった。現在はすっかりサトシに懐いているが、初期の頃はカスミに懐いていた。
ハルカやヒカリがコンテストに出場する時は、扇子を持ち、袴を羽織って応援することがある。好物はトマトケチャップ。人から過剰に触られた場合、我慢の限度を超えると放電してしまうことがある。
他のポケモンを顔と体全体で真似をするのが得意。また、相手に何かを知らせたり、相手を喜ばせるために、顔芸等をすることがある(『ピカチュウのなつやすみ』では、泣いているトゲピーを変顔であやすシーンがあり、『メロエッタのキラキラリサイタル』では、全身でメロディベリーを表現した)。皮膚はよく伸びるようで、引っ張った状態から手を離すと輪ゴムのように勢い良く戻る。なお、何かを知らせるときの顔芸の場合、なぜか周りはピカチュウが伝えようとしていることをきちんと理解できている。BF編155話「ポケモンレンジャー登場!セレビィ救出作戦!!」では、力尽きて動けなくなったセレビィをサトシ達が助けに来るまで顔芸で元気づけたりしていたこともある。劇場版では顔芸で他のポケモンの真似もする。BW第9話ではペンドラーの真似をする際、顔では表現できないため耳で表現した。
嗅覚が優れており、『みんなの物語』では聖火盗難事件後に匂いを嗅ぎとり、ドーブルのインクが原因だと特定した。
PM2の67話では、ピカチュウは確証あるアリバイの不成立や目撃された似顔絵と類似していたことを理由に電気窃盗事件の犯人として疑われ容疑者として逮捕、連行された。しかし、取り調べ中に同様の事件が発生した為、アリバイが成立し解放された。最終的に犯人は捕まらなかったが、暴いた功績により刑事から感謝状が送られた。
「かみなりのいし」でライチュウに進化することを嫌がっている。無印第14話でのクチバジム戦では、1度相手のライチュウに負けたとき、サトシが「かみなりのいし」で進化して再度対抗するのかと聞いたときには進化を拒み、ピカチュウのままでのリベンジを自ら望んだ。AG第11話でサトシが「いずれはピカチュウを進化させる可能性がある」という趣旨の発言をした際は拒否反応を示さなかったが、DP第21話でサトシは「ピカチュウが進化することはありえない」という趣旨の発言をしており、ピカチュウもそれに納得している様子であった。DP第74話ではサトシがまだ「かみなりのいし」を持っており、「ピカチュウが進化を望むならそれでいい」とサトシは思っていたが、やはりピカチュウは進化せずにピカチュウのまま強くなることを決意した。BW第69話では、かみなりのいしを借り物競争で借りるときも進化への拒否反応を見せた。この他にもピカチュウを進化させないのかと聞かれると「こいつ（ピカチュウ）は進化したくない」と説明することがある。SMでは、ポケモンパンケーキレースでリージョンフォームのライチュウをライバル視し、激戦を演じた。また、PM2において、ゴウのピカチュウ(後のライチュウ)からかみなりのいしを手渡されるが、触れないように必死に逃げた。短編『ピカチュウのなつやすみ』でもライチュウとの確執が表現されていたが、最後は眼前の緊急事態に共に協力した。
サトシと出会う4年前(オーキドにゲットされる前)は、野生のピチューとして生活していた。本来は群れを成して生活するものだが、ひとりぼっちで生活をしていた。崖から落ちたところを通りすがりのガルーラ親子に助けられ、一緒に行動するようになる。月日がたち、ガルーラの子供とともに体が大きくなり、一緒に行動することが、ガルーラ親子の邪魔になってしまうのではという考えから、ガルーラ親子が寝ている間に、こっそりと立ち去る。その際にガルーラ親子の愛情に触れたことがきっかけとなり、ピカチュウに進化した。それ以降、ピカチュウがオーキドにゲットされるまでの過程は不明。

## バトル
サトシのポケモンの中でもトップクラスの実力を誇るが、指示がない場合は実力を発揮できない局面もある。
通常の個体に比べて電撃が非常に強く、ロケット団から狙われる由縁にもなっている。後述通り、キョダイマックスが可能な特殊な個体でもある。バトルの際は、小回りとスピードを活かした「ヒット&アウェイ」戦法を得意としている。
『無印』から『AG』までは公式・非公式を問わず、毎試合のようにバトルへ登場していた。しかし、『DP』以降は他のポケモンに出番を譲る機会が増え、以前ほど多用されなくなってきている。
『PM2』の第13話ではキョダイマックスが出来る個体である事が判明した。ただし、巨体ゆえに持ち前のスピードが鈍くなっている。ダイマックス化にはポケモンを一度モンスターボールに戻す必要があるが、ピカチュウの場合は例外的にボールに戻すことなくキョダイマックスが可能となっている。また、キョダイマックス化したマホイップとのバトルではクリームの食べ過ぎに起因するキョダイマックスに似た現象が起こった。ダンデはこの現象をキョダイマックスならぬ「ヒダイマックス」と名付けた。キョダイマックスとの違いとして、尻尾が光沢のある黄金色に変化していないことが挙げられる。
前述通りバトルスタイルとの相性が悪いため、77話からはZワザを切り札に使っていたが、132話のダンデのエースバーン戦にて久々にキョダイマックス。エースバーンを撃破した。

### 技
PM2現在、使用している技は「10まんボルト」、「でんこうせっか」、「アイアンテール」、｢エレキネット｣の4種類。
Zワザは「スパーキングギガボルト」、「1000まんボルト」、「ウルトラダッシュアタック」、「ちょうぜつらせんれんげき」を使用していた。
ダイマックスわざは「ダイアタック」、「ダイスチル」、「キョダイバンライ」を使用。
以前は「かみなり」、「でんきショック」、「でんげき」、「こうそくいどう」、「すてみタックル」、「ボルテッカー」、「エレキボール」なども使用していた。
DPのシンオウリーグでは「ボルテッカー」と「アイアンテール」を組み合わせ、BW2のイッシュリーグでは「アイアンテール」と「エレキボール」を同時使用している。また、SMでは「スパーキングギガボルト」と「1000まんボルト」を使用時、サトシと共にゼンリョクポーズを取る。
正確なレベルは不明だが、「ポケットモンスターカードゲーム 映画公開記念ランダムパック2009」のサトシのピカチュウにあたる「ピカチュウM」のカードには、Lv.45との記述が見られる。また、後述のHGSSに配信された「サトシのピカチュウ」はLv.50、サンムーンに配布された「サトシのピカチュウ」はオリジナルキャップがLv.1、ホウエンキャップがLv.6、シンオウキャップがLv.10、イッシュキャップがLv.14、カロスキャップがLv.17、アローラキャップがLv.20となっている。

### 戦績
※戦績の対象は、ジム戦やポケモンリーグといった公式戦、もしくは大試練やポケモンワールドチャンピオンシップスのみ。
- カントー編：9勝7敗
- ジョウト編：10勝9敗
- ホウエン編：9勝4敗2分
- バトルフロンティア編：4勝1敗
- シンオウ編：4勝5敗1分
- イッシュ編：8勝3敗
- カロス編：10勝5敗
- アローラ編：5勝1分
- 全ての地方編：13勝2敗1分

## 略歴
元々はカントー地方のとある場所に住んでいた野生のポケモンであり、テレビアニメ第7シリーズでは初めてサトシと出会う前のピチューだった頃の物語が描かれ、ずっと一人ぼっちで過ごしていたが、崖から落ちたところをガルーラに助けられ、しばらく一緒に暮らしていた。しかし体が大きくなったことで母親のガルーラに迷惑かけまいと、ガルーラの元を離れ、同時にピカチュウに進化した。
その後オーキド博士にゲットされ、彼の研究所に連れて来られる。サトシが冒険初日に寝坊したために、フシギダネ、ヒトカゲ、ゼニガメは既に他のトレーナーに持って行かれてしまい、その代わりに余っていたポケモンとしてサトシの最初のポケモンとなった。
その後、紆余曲折を経てホウオウをサトシと共に目撃する。しかし、オニスズメに襲撃された影響で負傷していた。距離の近かったトキワシティのポケモンセンターで治療の際中に、ロケット団のコンビ（ムサシ、コジロウ、ニャース）と遭遇し、野生のピカチュウやサトシがこぐ自転車の電力によって、ポケモンセンターを破壊するほどの威力で撃退した。それが原因で、彼らから珍しいポケモンだと認識され狙われるようになる。劇場版『キミにきめた』では、このシーンはカットされているため登場しない。
オーキド博士曰く「ちょっと問題があってな」というように、最初は気難しさを覗かせ、初対面のサトシに対して電気ショックを浴びせるなど、言うことを聞かず懐こうともしなかったが、凶暴なオニスズメの大群に襲われた時に、サトシが自分を守ろうとする姿を見て心を通わせ、紆余曲折を経てサトシに信頼を寄せるようになった。また、このシーンは劇場版『キミにきめた』でも冒頭の部分で登場する。
サトシがホウエン地方へ行く時は、シゲルにちなんで「初心に帰りたい」と言ってピカチュウだけを連れて行った。これ以降、シンオウ地方やイッシュ地方、カロス地方、アローラ地方と、サトシが新しい地方に行く際はピカチュウだけを連れていく事が定番になっている。
ピカチュウの生息が未確認であったイッシュ地方での旅では、アララギ博士やアイリス、デントなど、その地方の人物に珍しがられている。

## その他
- アニメ化に際し、「ピカチュウは人間語を喋る」という構想が練られていたが没案となった[注釈 42]。その理由は湯山邦彦の「（ピカチュウが）喋ると気持ち悪い感じがするし、逆にピカチュウの可愛さが失われてしまう」という判断があったこと[5]や、声を担当している大谷育江が「ピカ」「ピカチュウ」などの鳴き声だけで見事に喜怒哀楽を表現できたためとされている[6]。但し、放送初期の頃にはテレビ東京の局CMでピカチュウが当時のキャッチフレーズの「てれとしるぶぷれ」を人間語で喋ったことがある。この「ポケモンが人間語を喋る」という設定はロケット団のニャースに引き継がれた。なお、映画『キミにきめた!』では、サトシがそう言っている風に感じたという形だが、人間語を発する場面がある。なお、ニャースや堀内賢雄によるナレーションの通訳によると、一人称は「ボク」で少年のような口調で話しているという。

大谷はピカチュウを演じるにあたって、台本には一応ピカチュウの鳴き声は書いてあるものの間尺が合わないなどの理由があり、「まず人間語で何を言うかを考えてからピカチュウの鳴き声に落とし込んでいる」とのこと。ピカチュウがサトシを「ピカピ」と呼び、サトシが「ゲットだぜ!」と叫んだ後に「ピッピカチュウ!」と返すのはこの所以。また、「チャ〜・・・」は最初ピカチュウのあくびのシーンから生まれたという。
- サトシのメインパートナーをピカチュウに設定した理由は、「女の子にもターゲットを広げたい」という制作側の意向によるもの。その際、ピッピやプリンなどのビジュアル重視のポケモンが候補に挙がる。最終的にスタッフ間で人気があり、「電撃を使う」「見た目が派手で、一番主人公向き」という理由の下、ピカチュウが選出された[7]。また、2017年の劇場版に際した湯山邦彦のインタビューでは、「最初の3匹のどれかにしてしまうと他の2匹を選んでしまった子供がかわいそうだしイヤだった。それ以外のポケモンの中でピカチュウが最も“生き物”として成立していてかわいくて強く、当時の『コロコロコミック』の読者アンケートで人気第1位だったこともあり、満場一致で決まった」ということが語られている[8]。
- ピカチュウが他のポケモンと違いモンスターボールに入らないことに関しては「特に大きな意味は無く、単純に外に出して見せたかった、『ずっと一緒』を表現したかった」等の理由である[8]。
- 2010年7月15日から8月10日にかけて、ゲーム『ポケットモンスター ダイヤモンド・パール・プラチナ』・『ハートゴールド・ソウルシルバー』に、ニンテンドーWi-Fiコネクション（ふしぎなおくりもの）で「サトシのピカチュウ」が配布された。わざはアニメに準じており、でんきだまを持っている。
- 映画『キミにきめた!』の前売券特典としても『サン・ムーン』向けに「サトシのピカチュウ」が配布された。このサトシのピカチュウはZクリスタル「サトピカZ」を持っており、サトシのピカチュウが10まんボルトを覚えている状態でそれを持たせると、専用Zワザ「1000まんボルト」が発動できるようになる。なお、通常のピカチュウにサトピカZを持たせても、1000まんボルトを使うことはできない（逆に、このピカチュウに「ピカチュウZ」を持たせても通常のピカチュウ専用Zワザ「ひっさつのピカチュート」を使えない）。
- 2020年には『ソード・シールド』のエキスパンションパス第2弾配信決定を記念して、同作向けにも「サトシのピカチュウ」が配布された[9]。
- 『サン・ムーン』向け以降の「サトシのピカチュウ」はサトシの帽子をかぶった姿で配布されており、シリーズごとに変わる帽子それぞれに名前が付けられている[注釈 44]。また、『Pokémon GO』をはじめとする派生ゲームや関連商品などでは、サトシのキャップをかぶったピカチュウそのものを「サトシのピカチュウ」として呼ぶようにもなっている。なお、初出の使用例としては2015年に開催された「JR西日本夏休み ポケモンスタンプラリー2015」で確認されている[10]。